# 愛田夏希
愛田 夏希（あいだ なつき、1963年11月27日 - ）は日本のタレント。

## 来歴・人物
本名（出生名）は保戸山美樹（ほとやま・みき）。弟がいる。出生地は茨城県結城市、東京都江戸川区育ち。学生時代は陸上競技、水泳、野球などスポーツが得意で、中学生時代はクロスカントリー競走の東京都大会で4位入賞した経験がある。東京都立両国高等学校卒業、跡見学園女子大学文学部卒業。
高校2年生の時に児童劇団に入団。1982年、NHK総合テレビのテレビドラマ（「少年ドラマシリーズ」の一作）『おれたち夏希と甲子園』の丸刈り頭のヒロイン愛田夏希としてデビュー。この役がすっかり気に入った彼女は、後にこの作品の脚本家の了承を得てこの役名を自らの芸名とした。
その後も特捜最前線（1985～87年）の女性警察官役でレギュラー出演するなど女優業をする傍ら、スポーツキャスターとして、ゴルフ番組『小池一夫の週刊シビ・ゴルフ』（サンテレビ）のアシスタント、フジテレビ『プロ野球ニュース』のファーム情報のレポーターを担当した。また、1980年代には放送大学の生物学の授業番組でナビゲーターを務めた事もある。
現在は、結婚し事実上引退しているとの情報がある。

## 出演

### ドラマ
- おれたち夏希と甲子園（1982年、NHK少年ドラマシリーズ） - 愛田夏希 役
- 野々村病院物語II（1982年、TBS） - 中里愛 役
- ザ・ハングマンII　第3話（1982年、朝日放送） - ミカ 役
- 看護婦日記 パートI（1983年、TBS） - 藤本やよい 役
- 金曜劇場 / 25才たち・危うい予感（1984年、日本テレビ）
- 人妻捜査官「疑惑!?エアロビクスの未亡人（第14話）」（1984年8月24日、朝日放送）
- 特捜最前線（1985年11月21日 - 1987年3月26日、テレビ朝日） - 江崎愛子巡査 役
- 金曜女のドラマスペシャル「京都愛人旅行殺人事件」（1987年、フジテレビ） - レポーター 役
- 火曜サスペンス劇場（日本テレビ）
  - 「非行少年」『男と女の皮肉な再会!16年前の過去が少年を殺す』（1985年11月5日、東映） - 三崎春恵 役[5]
  - 「女弁護士・高林鮎子 4 信州飯田線・殺意の天竜峡」　（1988年8月30日、東映）
- アリスの穴の中で 父さんが子供を産むことになった理由（1990年、TBS） - 由貴子 役

### その他
- 小池一夫の週刊シビ・ゴルフ（サンテレビ） - アシスタント
- プロ野球ニュース（フジテレビ） - レポーター